# محمد محمود ولد سيدي
محمد محمود بن سيّدي (مواليد 2 مايو 1965 في كيفة) هو رئيس حزب التجمع الوطني للإصلاح والتنمية - تواصل الموريتاني، شغل منصب وزير التعليم العالي بموريتانيا سابقًا.